# (217) Eudora
(217) Eudora – planetoida z pasa głównego asteroid okrążająca Słońce w ciągu 4 lat i 321 dni w średniej odległości 2,88 j.a. Została odkryta 30 sierpnia 1880 roku w Marsylii przez Jérôme Coggię. Nazwa planetoidy pochodzi od Eudory, jednej z Hiad w mitologii greckiej.